# Новониколаевка (Шегарский район)
Новониколаевка — деревня в Шегарском районе Томской области. Входит в состав Трубачёвского сельского поселения.

## История
Основана в 1776 году. В 1926 году состояла из 126 хозяйств, основное население — русские. Центр Ново-Николаевского сельсовета Богородского района Томского округа Сибирского края.

## Население
| 1926 | 2002 | 2010 | 2012 | 2013 | 2014 | 2015 |
| ---- | ---- | ---- | ---- | ---- | ---- | ---- |
| 654  | ↘34  | ↘16  | ↗18  | ↗22  | ↗23  | ↗24  |
| 2021 |      |      |      |      |      |      |
| ↘23  |      |      |      |      |      |      |